# Gerrhopilidae
Gerrhopilidae zijn een familie van slangen. 

## Naam en indeling
Gerrhopilidae werden lange tijd als een onderfamilie van de familie wormslangen gezien, maar worden tegenwoordig beschouwd als een aparte familie van slangen. De wetenschappelijke naam van de groep werd voor het eerst voorgesteld door Nicolas Vidal, Addison H. Wynn, Stephen Charles Donnellan en Stephen Blair Hedges in 2010. Er zijn 21 soorten die verdeeld worden in twee geslachten.

## Verspreiding en habitat
De slangen komen voor in delen van Azië en leven in de landen Indonesië, Papoea-Nieuw-Guinea, India, Thailand, Sri Lanka, Filipijnen en mogelijk in Nepal. Van de soort Cathetorhinus melanocephalus is het precieze verspreidingsgebied niet bekend, mogelijk komt deze soort voor op Mauritius, dat ten oosten van Afrika ligt.

## Geslachten
De familie omvat de volgende geslachten, met de auteur en het verspreidingsgebied.
| Naam          | Auteur                 | Aantal soorten | Verspreidingsgebied                                                                             |
| ------------- | ---------------------- | -------------- | ----------------------------------------------------------------------------------------------- |
| Cathetorhinus | Duméril & Bibron, 1844 | 1              | Mogelijk op Mauritius?                                                                          |
| Gerrhopilus   | Fitzinger, 1843        | 20             | Azië; Indonesië, Papoea-Nieuw-Guinea, India, Thailand, Sri Lanka, Filipijnen, mogelijk in Nepal |